# Wrecking Ball (chanson de Miley Cyrus)
Pour les articles homonymes, voir Wrecking Ball.
 (juin 2023).
Singles de Miley Cyrus
We Can't Stop
(2013) 23
(2013)
Wrecking Ball (« boule de démolition » en anglais) est une chanson de Miley Cyrus, issue de son quatrième album Bangerz.

## Genèse
La chanson était destinée à Beyoncé. Elle a finalement été attribuée à d'autres artistes par son auteur, Sacha Skarbek, au fur et à mesure de son écriture.
Le single s'est placé numéro un dans un grand nombre de pays : aux États-Unis dans le classement Billboard Hot 100, en Australie et en Nouvelle-Zélande.

## Composition
La chanteuse a écrit ce titre à la suite d'une rupture douloureuse avec l'acteur australien Liam Hemsworth. La chanteuse et l'acteur ont entretenu une relation de couple de 2009 à 2013, émaillée de ruptures et de réconciliations, jusqu'à ce que Liam Hemsworth mette fin définitivement à leur relation en 2013.
Miley Cyrus a avoué avoir voulu se venger de son ex en chantant "Tu m'as détruite" dans son refrain. Elle voulait qu'il soit obligé d'entendre cette chanson à la radio et prenne conscience de la souffrance qu'a généré cette rupture.

## Enregistrement

### Vidéoclip
Le clip de la chanson montre Miley Cyrus nue, portant seulement des Doc Martens, à califourchon sur une boule de démolition. Ce clip a été interdit de diffusion dans plusieurs pays [réf. nécessaire]. En France, il a été diffusé sur MCM Top avec une signalétique déconseillant son visionnage aux moins de 10 ans et sans signalétique sur M6 Music et W9. Il sera interdit de diffusion avant 22 heures, en raison de « scènes à connotation sexuelle ». D’autres chaînes ont continué à diffuser la version Director’s cut.
Le clip bat des records. Il devient le clip le plus visionné en 24 heures avec plus de 19,3 millions de lectures (record battu depuis cette date). Il atteint les 100 millions de vues en moins de 7 jours.
Il remporte le prix du clip de l'année 2014 aux MTV Video Music Awards 2014.
En 2020, le clip cumule plus d'un milliard de vues !

## Postérité

### Reprises
En 2023, Miley Cyrus enregistre une reprise en duo avec la chanteuse country Dolly Parton. Sorti en single, il se classe n°1 dans les charts.

### Vidéoclip
À l'occasion du Bye Bye 2013 de Radio-Canada, l'acteur et comédien Antoine Bertrand parodie le clip.

## Classements et certifications
| Classement (2013)                       | Meilleure position |
| --------------------------------------- | ------------------ |
| Afrique du Sud (Mediaguide airplay)     | 2                  |
| Allemagne (Media Control AG)            | 6                  |
| Australie (ARIA)                        | 2                  |
| Autriche (Ö3 Austria Top 40)            | 2                  |
| Belgique (Flandre Ultratop 50 Singles)  | 4                  |
| Belgique (Wallonie Ultratop 50 Singles) | 5                  |
| Bulgarie (top 5 airplay)                | 1                  |
| Canada (Hot 100)                        | 1                  |
| Costa Rica (top 40 airplay)             | 2                  |
| Danemark (Tracklisten)                  | 4                  |
| Espagne (PROMUSICAE)                    | 1                  |
| Estonie (Raadio Uuno)                   | 4                  |
| États-Unis (Hot 100)                    | 1                  |
| États-Unis (Pop Airplay)                | 1                  |
| États-Unis (Adult Pop Songs)            | 7                  |
| États-Unis (Dance Club Songs)           | 15                 |
| États-Unis (Adult Contemporary)         | 22                 |
| Finlande (Suomen virallinen lista)      | 9                  |
| France (SNEP)                           | 2                  |
| Hongrie (Single Top 40)                 | 1                  |
| Hongrie (Rádiós Top 40)                 | 27                 |
| Irlande (IRMA)                          | 2                  |
| Israël (Media Forest)                   | 1                  |
| Italie (FIMI)                           | 3                  |
| Liban (Lebanese Top 20)                 | 1                  |
| Luxembourg (Digital Songs)              | 1                  |
| Mexique (Airplay)                       | 1                  |
| Nouvelle-Zélande (RMNZ)                 | 2                  |
| Norvège (VG-lista)                      | 2                  |
| Pays-Bas (Nederlandse Top 40)           | 4                  |
| Pologne (Top 20 Airplay)                | 4                  |
| Portugal (Top 50)                       | 5                  |
| Tchéquie (IFPI Rádio)                   | 2                  |
| Roumanie (Romanian Top 100)             | 1                  |
| Royaume-Uni (Singles Chart)             | 1                  |
| Écosse (Top Singles)                    | 1                  |
| Slovaquie (IFPI Rádio)                  | 5                  |
| Suède (Sverigetopplistan)               | 2                  |
| Suisse (Schweizer Hitparade)            | 8                  |
| Venezuela (Pop Rock General)            | 2                  |

| Classement (2013)               | Position |
| ------------------------------- | -------- |
| Allemagne (Media Control AG)    | 47       |
| Australie (ARIA)                | 22       |
| Autriche (Ö3 Austria Top 40)    | 35       |
| Belgique (Flandre Ultratop 50)  | 36       |
| Belgique (Wallonie Ultratop 40) | 59       |
| Canada (Hot 100)                | 33       |
| Espagne (PROMUSICAE)            | 18       |
| États-Unis (Hot 100)            | 33       |
| États-Unis (Pop Songs)          | 48       |
| États-Unis (Radio Songs)        | 60       |
| Pays-Bas (Single Top 100)       | 34       |
| Royaume-Uni (UK Singles Chart)  | 41       |
| Suède (Sverigetopplistan)       | 31       |
| Suisse (Schweizer Hitparade)    | 49       |

### Certifications
| Pays             | Certification | Ventes certifiées |
| ---------------- | ------------- | ----------------- |
| Allemagne        | Or            | 150 000           |
| Australie        | 4 × Platine   | 280 000           |
| Autriche         | Or            | 15 000            |
| Belgique         | Or            | 15 000            |
| Canada           | 3 × Platine   | 240 000           |
| Danemark         | Platine       | 30 000            |
| États-Unis       | 4 × Platine   | 4 000 000         |
| Italie           | Platine       | 30 000            |
| Mexique          | Platine+ Or   | 100 000           |
| Norvège          | 8 × Platine   | 80 000            |
| Nouvelle-Zélande | Platine       | 15 000            |
| Pays-Bas         | 3 × Platine   | 60 000            |
| Royaume-Uni      | Or            | 400 000           |
| Suède            | 3 × Platine   | 120 000           |
| Suisse           | Platine       | 30 000            |
| Venezuela        | 2 × Platine   | 20 000            |